# Atomismo psichico
L'atomismo psichico è una teoria psicologica che sostiene che ogni fenomeno psichico dalla natura complessa come memoria, intelligenza ecc., non abbia una struttura unica ed unitaria ma sia il risultato di un insieme di elementi psichici "atomici", dalla composizione elementare. Una scuola atomistica viene considerata quella associazionistica che ha a sua volta aspetti di analogia teorica con l'interpretazione neurofisiologica di Ivan Pavlov: la riflessologia la quale afferma che i processi psichici sono riducibili a riflessi, cioè a processi puramente fisiologici ed elementari.

## Wilhelm Wundt

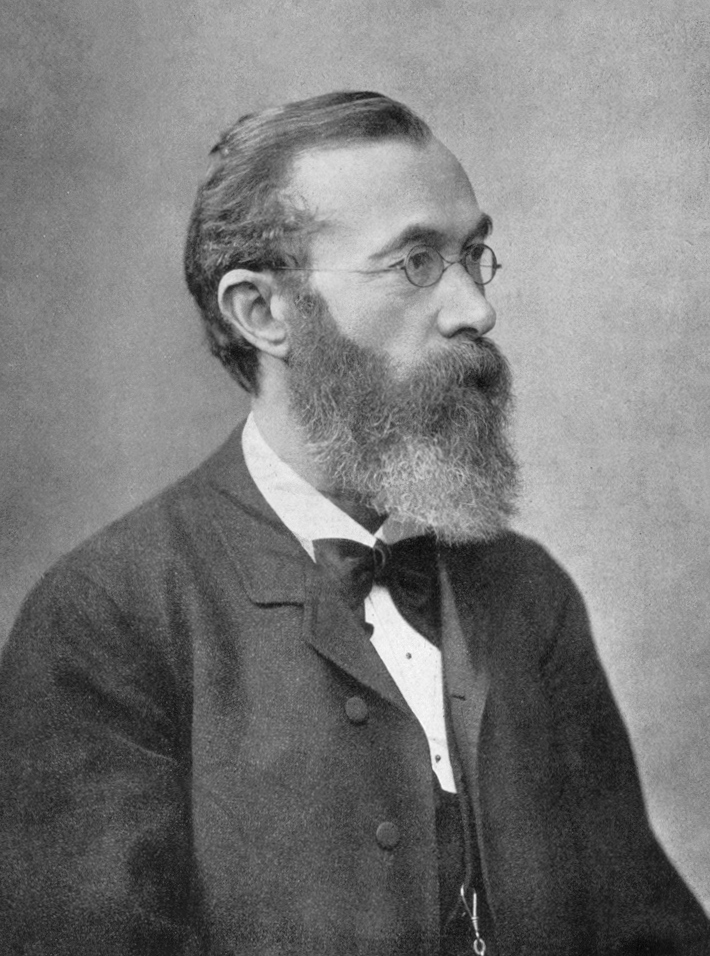
Wilhelm Wundt

La concezione dell'atomismo psichico risale principalmente allo psicologo e fisiologo tedesco Wilhelm Wundt (1832–1920) che aveva teorizzato che i contenuti psichici erano realtà complesse che potevano però essere scomposti nelle unità più semplici che li costituivano (elementarismo) per cui ogni aspetto psichico complesso, quale la lettura, la comprensione, la coscienza, la memoria, l'intelligenza, etc., era da ricondursi ad "elementi di base", i quali erano per loro natura non più semplificabili. In altre parole, veniva utilizzata un'analogia funzionale con il concetto di atomo: un'unità strutturale ritenuta non ulteriormente scomponibile.
Infatti secondo Wundt la psicologia doveva usare il metodo sperimentale per studiare le funzioni elementari della mente (come sensazione e percezione), per conferire oggettività alla psicologia.
Wundt fu uno dei primi scienziati a tentare di stabilire dei criteri oggettivi riguardo al comportamento umano. A tale scopo fondò un Laboratorio di Psicologia a Lipsia nel 1879 per raccogliere i dati empirici delle sue ricerche ed analizzarne i risultati secondo i criteri delle scienze naturali. L'anno della fondazione del "laboratorio di Wundt" è considerato come quello che segna la nascita" della Psicologia, intesa nella sua accezione moderna e sperimentale.

## L'opposizione della psicologia della forma
La psicologia della forma contrastò l'atomismo psichico. La psicologia della Gestalt (dove la parola tedesca Gestalt significa forma, schema, rappresentazione) è una corrente psicologica riguardante la percezione e l'esperienza che nacque e si sviluppò agli inizi del XX secolo in Germania (nel periodo tra gli anni dieci e gli anni trenta), per proseguire la sua articolazione negli USA, dove i suoi principali esponenti si erano trasferiti nel periodo delle persecuzioni naziste.
L'idea portante dei fondatori della psicologia della Gestalt era che non è giusto dividere l'esperienza umana in componenti elementari e che occorre invece considerare l'intero come fenomeno sovraordinato rispetto alla somma dei suoi componenti: «L'insieme è più della somma delle sue parti». Questa concezione in qualche modo si opponeva così al modello dello strutturalismo, diffusosi dalla fine dell'Ottocento, ed ai suoi principi fondamentali, quali l'elementarismo dell'atomismo psichico.